# Rugby-Union-Afrikameisterschaft 2003
Die Rugby-Union-Afrikameisterschaft 2003 (englisch 2003 Rugby Africa Cup, französisch Coupe d’Afrique de rugby à XV 2003) der Division 1 war die vierte Ausgabe der afrikanischen Kontinentalmeisterschaft in der Sportart Rugby Union. Es waren neun Teams beteiligt, die in drei Dreiergruppen eingeteilt waren. Jedes Team spielte ein Heim- oder Auswärtsspiel gegen die anderen Teams der Gruppe. Die drei Gruppensieger und der beste Gruppenzweite zogen ins Halbfinale ein, die Halbfinalsieger ermittelten den Afrikameister.
Da Titelverteidiger Namibia an der Weltmeisterschaft 2003 teilnahm, fand das Finale erst 2004 statt. In diesem unterlagen sie Marokko, das erstmals den Afrikameistertitel gewann. Parallel dazu fand der Wettbewerb der Division 2 statt, der zwölf weitere Nationalmannschaften umfasste.

## Division 1
Für einen Sieg gab es zwei Punkte, für ein Unentschieden einen Punkt, bei einer Niederlage null Punkte.

### Gruppenphase

#### Gruppe 1
|    | Land           | Spiele | Siege | Unent. | Ndlg. | Spiel- punkte | Diff. | Tabellen- punkte |
| -- | -------------- | ------ | ----- | ------ | ----- | ------------- | ----- | ---------------- |
| 1. | Marokko        | 2      | 2     | 0      | 0     | 39:16         | + 23  | 4                |
| 2. | Elfenbeinküste | 2      | 1     | 0      | 1     | 37:18         | + 19  | 2                |
| 3. | Tunesien       | 2      | 0     | 0      | 2     | 0:42          | − 42  | 0                |

| 6. Januar 2003 | Elfenbeinküste | 16 : 18 | Marokko | Stade Robert Champroux, Abidjan |
| 6. Januar 2003 |                |         |         | Stade Robert Champroux, Abidjan |

| 20. Januar 2003 | Marokko   | 21 : 0 | Tunesien |  |
| 20. Januar 2003 | (forfait) |        |          |  |

| 3. Februar 2003 | Tunesien  | 0 : 21 | Elfenbeinküste |  |
| 3. Februar 2003 | (forfait) |        |                |  |

#### Gruppe 2
|    | Land     | Spiele | Siege | Unent. | Ndlg. | Spiel- punkte | Diff. | Tabellen- punkte |
| -- | -------- | ------ | ----- | ------ | ----- | ------------- | ----- | ---------------- |
| 1. | Namibia  | 2      | 2     | 0      | 0     | 94:27         | + 67  | 4                |
| 2. | Kenia    | 2      | 1     | 0      | 1     | 90:41         | + 49  | 2                |
| 3. | Botswana | 2      | 0     | 0      | 2     | 26:142        | − 116 | 0                |

| 12. Juli 2003 | Namibia | 62 : 17 | Botswana | South West Stadium, Windhoek |
| 12. Juli 2003 |         |         |          | South West Stadium, Windhoek |

| 2. August 2003 | Botswana | 9 : 80 | Kenia | Gaborone Rugby Club, Gaborone |
| 2. August 2003 |          |        |       | Gaborone Rugby Club, Gaborone |

| 16. August 2003 | Kenia | 10 : 32 | Namibia | RFUEA Ground, Nairobi |
| 16. August 2003 |       |         |         | RFUEA Ground, Nairobi |

#### Gruppe 3
|    | Land       | Spiele | Siege | Unent. | Ndlg. | Spiel- punkte | Diff. | Tabellen- punkte |
| -- | ---------- | ------ | ----- | ------ | ----- | ------------- | ----- | ---------------- |
| 1. | Madagaskar | 2      | 2     | 0      | 0     | 53:30         | + 23  | 4                |
| 2. | Uganda     | 2      | 1     | 0      | 1     | 55:35         | + 20  | 2                |
| 3. | Simbabwe   | 2      | 0     | 0      | 2     | 3:46          | − 43  | 0                |

| 5. Juli 2003 | Uganda | 25 : 3 | Simbabwe | Kyadondo Rugby Football Club, Kampala |
| 5. Juli 2003 |        |        |          | Kyadondo Rugby Football Club, Kampala |

| 3. August 2003 | Madagaskar | 32 : 30 | Uganda | Stade Municipal de Mahamasina, Antananarivo |
| 3. August 2003 |            |         |        | Stade Municipal de Mahamasina, Antananarivo |

| 17. August 2003 | Simbabwe  | 0 : 21 | Madagaskar |  |
| 17. August 2003 | (forfait) |        |            |  |

### Halbfinale
| 31. August 2003 | Namibia | 62 : 13 | Uganda | South West Stadium, Windhoek |
| 31. August 2003 |         |         |        | South West Stadium, Windhoek |

| 28. September 2003 | Madagaskar | 36 : 62 | Marokko | Stade Municipal de Mahamasina, Antananarivo |
| 28. September 2003 |            |         |         | Stade Municipal de Mahamasina, Antananarivo |

### Finale
| 28. Februar 2004 | Marokko | 27 : 7 | Namibia | Stade du C.O.C., Casablanca |
| 28. Februar 2004 |         |        |         | Stade du C.O.C., Casablanca |

## Division 2
Für einen Sieg gab es zwei Punkte, für ein Unentschieden einen Punkt, bei einer Niederlage null Punkte.

### Gruppenphase

#### Nordzone
An den Partien der Nordzone waren acht Teams beteiligt, eingeteilt in zwei Vierergruppen.
Gruppe 1
|    | Land    | Spiele | Siege | Unent. | Ndlg. | Spiel- punkte | Diff. | Bonus- punkte | Tabellen- punkte |
| -- | ------- | ------ | ----- | ------ | ----- | ------------- | ----- | ------------- | ---------------- |
| 1. | Mali    | 3      | 3     | 0      | 0     | 98:24         | + 74  | 1             | 13               |
| 2. | Nigeria | 3      | 2     | 0      | 1     | 77:31         | + 46  | 2             | 10               |
| 3. | Senegal | 3      | 1     | 0      | 2     | 37:31         | + 6   | 2             | 6                |
| 4. | Benin   | 3      | 0     | 0      | 3     | 6:132         | − 126 | 0             | 0                |

| 5. Oktober 2003 | Nigeria | 8 : 6 | Senegal | Stade Ouezzin-Coulibaly, Bamako |
| 5. Oktober 2003 |         |       |         | Stade Ouezzin-Coulibaly, Bamako |

| 5. Oktober 2003 | Mali | 56 : 0 | Benin | Stade Ouezzin-Coulibaly, Bamako |
| 5. Oktober 2003 |      |        |       | Stade Ouezzin-Coulibaly, Bamako |

| 8. Oktober 2003 | Mali | 25 : 18 | Nigeria | Stade Ouezzin-Coulibaly, Bamako |
| 8. Oktober 2003 |      |         |         | Stade Ouezzin-Coulibaly, Bamako |

| 8. Oktober 2003 | Senegal | 25 : 5 | Benin | Stade Ouezzin-Coulibaly, Bamako |
| 8. Oktober 2003 |         |        |       | Stade Ouezzin-Coulibaly, Bamako |

| 10. Oktober 2003 | Nigeria | 51 : 0 | Benin | Stade Ouezzin-Coulibaly, Bamako |
| 10. Oktober 2003 |         |        |       | Stade Ouezzin-Coulibaly, Bamako |

| 10. Oktober 2003 | Mali | 17 : 6 | Senegal | Stade Ouezzin-Coulibaly, Bamako |
| 10. Oktober 2003 |      |        |         | Stade Ouezzin-Coulibaly, Bamako |

Gruppe 2
|    | Land        | Spiele | Siege | Unent. | Ndlg. | Spiel- punkte | Diff. | Bonus- punkte | Tabellen- punkte |
| -- | ----------- | ------ | ----- | ------ | ----- | ------------- | ----- | ------------- | ---------------- |
| 1. | Kamerun     | 3      | 3     | 0      | 0     | 201:6         | + 195 | 3             | 15               |
| 2. | Ghana       | 3      | 2     | 0      | 1     | 46:57         | − 11  | 1             | 9                |
| 3. | Togo        | 3      | 1     | 0      | 2     | 28:101        | − 73  | 1             | 5                |
| 4. | Mauretanien | 3      | 0     | 0      | 3     | 15:126        | − 111 | 0             | 0                |

| 5. Oktober 2003 | Kamerun | 80 : 3 | Togo | Stade Ouezzin-Coulibaly, Bamako |
| 5. Oktober 2003 |         |        |      | Stade Ouezzin-Coulibaly, Bamako |

| 5. Oktober 2003 | Ghana | 29 : 8 | Mauretanien | Stade Ouezzin-Coulibaly, Bamako |
| 5. Oktober 2003 |       |        |             | Stade Ouezzin-Coulibaly, Bamako |

| 8. Oktober 2003 | Kamerun | 40 : 3 | Ghana | Stade Ouezzin-Coulibaly, Bamako |
| 8. Oktober 2003 |         |        |       | Stade Ouezzin-Coulibaly, Bamako |

| 8. Oktober 2003 | Togo | 16 : 7 | Mauretanien | Stade Ouezzin-Coulibaly, Bamako |
| 8. Oktober 2003 |      |        |             | Stade Ouezzin-Coulibaly, Bamako |

| 10. Oktober 2003 | Kamerun | 81 : 0 | Mauretanien | Stade Ouezzin-Coulibaly, Bamako |
| 10. Oktober 2003 |         |        |             | Stade Ouezzin-Coulibaly, Bamako |

| 10. Oktober 2003 | Ghana | 14 : 9 | Togo | Stade Ouezzin-Coulibaly, Bamako |
| 10. Oktober 2003 |       |        |      | Stade Ouezzin-Coulibaly, Bamako |

Spiel um Platz 7
| 12. Oktober 2003 | Benin | 6 : 0 | Mauretanien | Stade Ouezzin-Coulibaly, Bamako |
| 12. Oktober 2003 |       |       |             | Stade Ouezzin-Coulibaly, Bamako |

Spiel um Platz 5
| 12. Oktober 2003 | Senegal | 8 : 6 | Togo | Stade Ouezzin-Coulibaly, Bamako |
| 12. Oktober 2003 |         |       |      | Stade Ouezzin-Coulibaly, Bamako |

Spiel um Platz 3
| 12. Oktober 2003 | Ghana | 3 : 29 | Nigeria | Stade Ouezzin-Coulibaly, Bamako |
| 12. Oktober 2003 |       |        |         | Stade Ouezzin-Coulibaly, Bamako |

Zonenfinale
| 12. Oktober 2003 | Kamerun | 49 : 0 | Mali | Stade Ouezzin-Coulibaly, Bamako |
| 12. Oktober 2003 |         |        |      | Stade Ouezzin-Coulibaly, Bamako |

#### Südzone
An den Partien der Südzone waren vier Teams beteiligt. Uganda trat mit der zweiten Mannschaft an, nachdem die eigentliche Nationalmannschaft in die erste Division aufgestiegen war.
Halbfinale
| 9. September 2003 | Uganda A | 100 : 0 | Burundi | Lusaka |
| 9. September 2003 |          |         |         | Lusaka |

| 9. September 2003 | Sambia | 107 : 9 | Ruanda | Lusaka |
| 9. September 2003 |        |         |        | Lusaka |

Spiel um Platz 3
| 13. September 2003 | Burundi | 7 : 18 | Ruanda | Lusaka |
| 13. September 2003 |         |        |        | Lusaka |

Zonenfinale
| 13. September 2003 | Sambia | 44 : 17 | Uganda A | Lusaka |
| 13. September 2003 |        |         |          | Lusaka |

### Finale
Die Sieger der Nord- und Südzone spielten gegeneinander um den Turniersieg in der Division 2.
| 20. Dezember 2003 | Sambia | 13 : 17 | Kamerun | Chingola |
| 20. Dezember 2003 |        |         |         | Chingola |